# MTV Movie Awards México 2004
La 2ª edizione degli MTV Movie Awards México si è tenuta il 1º giugno 2004   nel Salon 21, nella Città del Messico, ed è stata presentata da Ilana Sod.

## Vincitori e candidati
I vincitori sono indicati in grassetto.

### Miglior attore (Actor Favorito)
- Diego Luna - Nicotina (Nicotina)
- Luis R. Guzmán - Ladies' Night (Ladies' Night)
- José María Yazpik - Sin ton ni Sonia (Sin ton ni Sonia)

### Miglior attrice (Actriz Favorita)
- Ana de la Reguera - Ladies' Night (Ladies' Night)
- Ludwika Paleta - Corazón de melón (Corazón de melón)
- Cecilia Suárez - Sin ton ni Sonia (Sin ton ni Sonia)

### Miglior canzone per un film (Mejor Rola Peliculera)
- Desde que llegaste, musica e testo di Reyli - Ladies' Night (Ladies' Night)
- Luz azul, musica e testo di Fase - Nicotina (Nicotina)
- Sonia, musica e testo di Panteón Rococó - Sin ton ni Sonia (Sin ton ni Sonia)

### Miglior film (Película Favorita)
- Nicotina (Nicotina), regia di Hugo Rodríguez
- Asesino en serio (Asesino en serio), regia di Antonio Urrutia
- Corazón de melón (Corazón de melón), regia di Luis Vélez
- Ladies' Night (Ladies' Night), regia di Gabriela Tagliavini
- Sin ton ni Sonia (Sin ton ni Sonia), regia di Carlos Sama

### Cattiva più sexy (Villana más Sexy)
- Demi Moore - Charlie's Angels: più che mai (Charlie's Angels: full throttle)
- Kristanna Loken - Terminator 3 - Le macchine ribelli (Terminator 3: Rise of the Machines)
- Rebecca Romijn - X-Men 2 (X2)

### Peggior fumatore (Peor Fumador)
- Diego Luna - Nicotina (Nicotina)
- Daniel Martínez - Corazón de melón (Corazón de melón)
- Juan Manuel Bernal - Sin ton ni Sonia (Sin ton ni Sonia)

### Eroe più sexy (Héroe más Sexy)
- Orlando Bloom - La maledizione della prima luna (Pirates of Caribbean: The Curse of the Black Pearl)
- Ben Affleck - Daredevil (Daredevil)
- Keanu Reeves - Matrix Reloaded (The Matrix Reloaded)

### Miglior cameo (Mejor Cameo)
- José María Yazpik - Nicotina (Nicotina)
- Darío T. Pie - Asesino en serio (Asesino en serio)
- Jesús Ochoa - Ladies' Night (Ladies' Night)

### Miglior look (Mejor Look)
- Johnny Depp - La maledizione della prima luna (Pirates of Caribbean: The Curse of the Black Pearl)
- Cameron Diaz - Charlie's Angels: più che mai (Charlie's Angels: full throttle)
- Reese Witherspoon - Una bionda in carriera (Legally Blonde 2: Red, White & Blonde)

### Miracolo più divino in un film (Milagro más Divino en una Película)
- Le tette di Grace (Jim Carrey) - Una settimana da Dio (Bruce Almighty)
- Le nozze di Cana (Willem Dafoe) - L'ultima tentazione di Cristo (The Last Temptation of Christ)
- L'orecchio di Malco (James Caviezel) - La passione di Cristo (The Passion of the Christ)

### Miglior Colin Farrell in un film (Mejor Colin Farrell en una Película)
- Colin Farrell - S.W.A.T. - Squadra speciale anticrimine (S.W.A.T.)
- Colin Farrell - Daredevil (Daredevil)
- Colin Farrell - In linea con l'assassino (Phone Booth)
- Colin Farrell - La regola del sospetto (The Recruit)
- Colin Farrell - Veronica Guerin - Il prezzo del coraggio (Veronica Guerin)

### Miglior Diego Luna in un film (Mejor Diego en una Pelicula)
- Diego Luna - Nicotina (Nicotina)
- Diego Luna - Terra di confine - Open Range (Open Range)
- Diego Luna - Soldados de Salamina (Soldados de Salamina)

### Americano/a più divertente in Giappone (Gringo/a más Gracioso en Japón)
- Tom Cruise - L'ultimo samurai (The Last Samurai)
- Uma Thurman - Kill Bill: Volume 1 (Kill Bill vol. 1)
- Bill Murray - Lost in Translation - L'amore tradotto (Lost in Translation)

### Miglior attrazione (Mejor Cachondez)
- Ana Claudia Talancón e Ana de la Reguera - Ladies' Night (Ladies' Night) (per il ballo sul tavolo)
- Ivonne Montero - Asesino en serio (Asesino en serio) (per il mega orgasmo)
- Diego Luna - Nicotina (Nicotina) (per il cyber voyeurism)

### Premio Speciale
- Rosa Gloria Chagoyán